# Amphicyoninae
Amphicyoninae — вимерла підродина хижих ссавців з родини амфіціонових. Вони населяли Північну Америку, Євразію та Африку від ~37.2—2.6 млн років; існували приблизно ~ 34.6 мільйонів років.

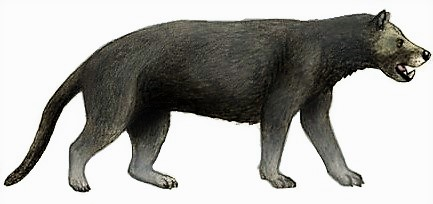
Художня реконструкція виду Ysengrinia americana